# Tricondyloides armatus
Tricondyloides armatus là một loài bọ cánh cứng trong họ Cerambycidae.